# Rivière aux Écorces (Rivière Pikauba)
Der Rivière aux Écorces ist ein linker Nebenfluss des Rivière Pikauba in der kanadischen Provinz Québec.

## Flusslauf
Der Fluss hat seinen Ursprung in dem See Lac de la Hauteur des Terres in den Laurentinischen Bergen. Er fließt in überwiegend nördlicher Richtung durch das Réserve faunique des Laurentides. Im Oberlauf treffen die beiden Zuflüsse Rivière aux Écorces du Milieu und Rivière aux Écorces Nord-Est rechtsseitig auf den Fluss. Dabei durchfließt er den Lac aux Écorces. Später kreuzt die Route 169 den Fluss. 0,6 km oberhalb der Straßenbrücke befindet sich ein Abflusspegel, an welchem der Fluss ein Einzugsgebiet von 1110 km² besitzt.
7 km südlich des Lac Kénogami mündet er schließlich in den Rivière Pikauba. Der Fluss hat eine Länge von etwa 110 km.

## Freizeit
Der Rivière aux Écorces ist ein beliebtes Wildwassergewässer mit Stromschnellen der Schwierigkeitsgrade III–IV.